# Lichtenergie
De lichtenergie of lichthoeveelheid is een grootheid waarmee de hoeveelheid licht bedoeld wordt. De lichtenergie wordt gewoonlijk aangeduid met het symbool Q of Qv en heeft de dimensie lumenseconde (lm⋅s). De lichtenergie is niet hetzelfde als de stralingsenergie (gemeten in joule), omdat de lichtenergie gecorrigeerd is voor dat licht waarvoor het menselijk oog gevoelig is. De lichtenergie wordt berekend middels het product van de lichtstroom en de tijd, of, indien de lichtstroom variabel is in de tijd, met een integraal:
{\displaystyle Q=\int _{0}^{T}\Phi (t)\mathrm {d} t}

## Wegwijzer lichtgrootheden en -eenheden
| naam en symbool                                                                                        | definitie | eenheid                                           | omrekening |
| --- | --- | ------------------------------------------------- | --- |
| Lichtsterkte {\displaystyle I_{\mathrm {v} }}                                                          | {\displaystyle I={\frac {\partial \Phi }{\partial \Omega }}} | candela {\displaystyle \mathrm {cd} }             | {\displaystyle \mathrm {1\ cd=1\ {\frac {lm}{sr}}} }                                                                 |
| Lichtstroom {\displaystyle \Phi _{\mathrm {v} }}                                                       | {\displaystyle \Phi _{\mathrm {v} }=K_{\mathrm {m} }\int _{380\ \mathrm {nm} }^{780\ \mathrm {nm} }{\frac {\partial \Phi _{\mathrm {e} }(\lambda )}{\partial \lambda }}\cdot V(\lambda )\ \mathrm {d} \lambda } | lumen {\displaystyle \mathrm {lm} }               | {\displaystyle \mathrm {1\ lm=1\ sr\cdot cd} }                                                                       |
| Specifieke lichtstroom of lichtrendement {\displaystyle \eta } of {\displaystyle \Phi _{\mathrm {s} }} | {\displaystyle \eta ={\frac {\Phi }{P}}} | {\displaystyle \mathrm {lm/W} }                   | |
| Verlichtingssterkte: {\displaystyle E}                                                                 | {\displaystyle E={\frac {\partial \Phi }{\partial A}}} | lux {\displaystyle \mathrm {lx} }                 | {\displaystyle \mathrm {1\ lx=1\ {\frac {lm}{m^{2}}}=1\ {\frac {sr\cdot cd}{m^{2}}}} }                               |
| Luminantie {\displaystyle L}                                                                           | {\displaystyle L={\frac {\partial ^{2}\Phi }{\partial \Omega \cdot \partial A_{1}\cdot \cos \varepsilon _{1}}}}                                                                                                 | {\displaystyle \mathrm {\frac {cd}{m^{2}}} }      | {\displaystyle \mathrm {1\ {\frac {cd}{m^{2}}}} =\mathrm {1\ {\frac {lm}{sr\cdot m^{2}}}} }                          |
| Lichtenergie {\displaystyle Q_{\mathrm {v} }}                                                          | {\displaystyle Q_{\mathrm {v} }=\int _{0}^{T}\Phi _{\mathrm {v} }(t)\mathrm {d} t} | lumenseconde {\displaystyle \mathrm {lm\cdot s} } | |
| Ruimtehoek {\displaystyle \Omega }                                                                     | {\displaystyle \Omega ={\frac {A}{r^{2}}}} | steradiaal {\displaystyle \mathrm {sr} }          | {\displaystyle \mathrm {1\ sr=1\ {\frac {m^{2}}{m^{2}}}={\frac {\left[oppervlak\right]}{\left[straal\right]^{2}}}} } |